# Alessandra Ambrósio
Pour les articles homonymes, voir Ambrósio.
Alessandra Ambrósio, née le 11 avril 1981 à Erechim, dans l'état du Rio Grande do Sul au Brésil, est une mannequin et actrice brésilienne.

## Biographie

### Enfance
Alessandra Corinne Ambrósio naît le 11 avril 1981 à Erechim, Rio Grande do Sul. Elle a des origines italiennes par son père et polonaises par sa mère. Dès l'adolescence, elle se lance dans l'apprentissage du mannequinat.

### Mannequinat
En 1996, elle est repérée grâce au concours Elite Model Look et devient mannequin pour l'agence Elite. Sa carrière est lancée. Alessandra Ambrosio pose alors pour de grandes marques : Oscar de la Renta, Emporio Armani, Fendi, Escada, Dolce & Gabbana, Dior, Guess, Gucci, Revlon, Armani Exchange ou encore Victoria's Secret.
Elle figure également en couverture de magazines tels que Vogue, Elle, Marie Claire, Cosmopolitan ou encore GQ.
Elle défile pour la marque de lingerie Victoria's Secret depuis 2000 et devient un Ange en 2004. Elle apparaît en guest star dans la série How I Met Your Mother le 26 novembre 2007, avec les anges Adriana Lima, Selita Ebanks, Marisa Miller, Miranda Kerr et Heidi Klum.
En 2012, lors du défilé de la marque, elle porte le Floral Fantasy Bra, un soutien-gorge d'une valeur de 2,5 millions de dollars,.
En 2006, elle fait une brève apparition dans le film Casino Royale.

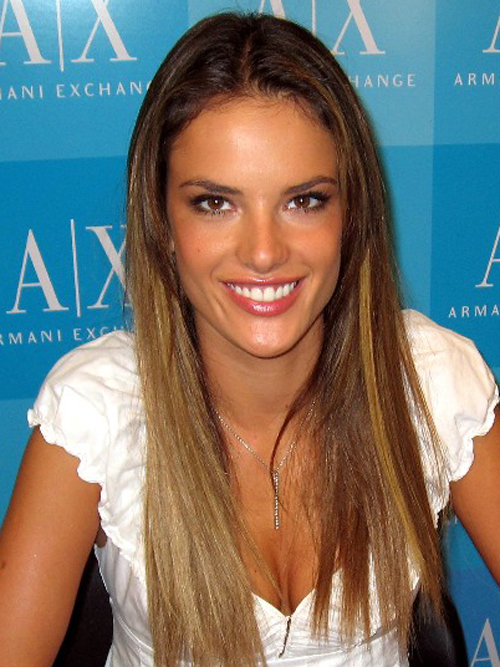
Alessandra Ambrosio en 2007.

En 2007, selon le magazine américain Forbes, elle est le 5e mannequin la mieux payée au monde, avec un revenu annuel de six millions d'euros.
Puis entre mai 2011 et mai 2012, elle devient le sixième mannequin la mieux payée au monde avec un revenu annuel de 5,2 millions d'euros (6.6 million de dollars).
En 2010, elle est l'égérie publicitaire de Moschino.
En 2011, elle défile pour Dolce&Gabbana. Elle pose pour Colcci (en) avec Ashton Kutcher. Au mois d'octobre de la même année, elle présente chaque jour sa tenue sur le site web du magazine Vogue UK, dans la rubrique Today I'm Wearing.
En 2013, elle participe à une vidéo pour le site web Funny or Die. Elle est aux côtés de ASAP Rocky et Shannan Click (en) dans la publicité de T by Alexander Wang filmée par Gavin McInnes, le fondateur du magazine Vice.
En 2014, elle fait la publicité de la marque brésilienne Schutz, et pose pour l'article de couverture du mensuel français Lui de novembre.
En 2015, elle joue un rôle secondaire dans la comédie Very Bad Dads où elle incarne l'épouse de Dusty, le personnage interprété par Mark Wahlberg. Elle reprend ce rôle dans la suite, Very Bad Dads 2, en 2017. Entre-temps, elle apparaît dans son propre rôle dans le film Ninja Turtles 2 (2016). Également en 2015, elle tient un rôle récurrent (Samia) dans la télénovela Verdades Secretas.

### Mode
En 2012, elle s'associe à la marque de chaussures Melissa et crée deux paires de chaussures. Pour l'occasion, elle fait la couverture de Plastic, le magazine de la marque.
En 2014, elle sort sa ligne de vêtements, ále by alessandra, en vente chez Planet Blue.

### Vie privée
Depuis 2005, Alessandra Ambrosio partage sa vie avec Jamie Mazur, un homme d'affaires américain. Ils annoncent leurs fiançailles en 2008. Le 24 août 2008, elle donne naissance, au Brésil, à leur premier enfant, une fille prénommée Anja. Leur deuxième enfant, un garçon appelé Noah, voit également le jour au Brésil le 7 mai 2012.  Le couple se sépare en 2018.
De 2018 à 2020, elle a eu une relation avec le designer Nicolo Oddi.
En 2021, elle fréquente Richard Lee.

## Filmographie
Sauf indication contraire, les informations mentionnées dans cette section peuvent être confirmées par la base de données cinématographiques IMDb,  présente dans la section « Liens externes ».

### Cinéma
- 2006 : Casino Royale : une joueuse de tennis (caméo)
- 2015 : Very Bad Dads (Daddy's Home) : Karen
- 2016 : Ninja Turtles 2 : elle-même
- 2017 : Very Bad Dads 2 (Daddy's Home 2) de Sean Anders : Karen

### Télévision
- 2007 : How I Met Your Mother, saison 3, épisode The Yips : elle-même
- 2007 : Entourage
- 2010 : Gossip Girl, saison 4, épisode The Undergraduates : une mannequin (non créditée)
- 2013 : Top Model USA (émission) : elle-même
- 2014 : New Girl, saison 3, épisode Prince : elle-même
- 2015 : Verdades Secretas, 13 épisodes : Samia
- 2019: American Housewife, saison 4, épisode The Minivan : elle-même